# Kama (Gericht)

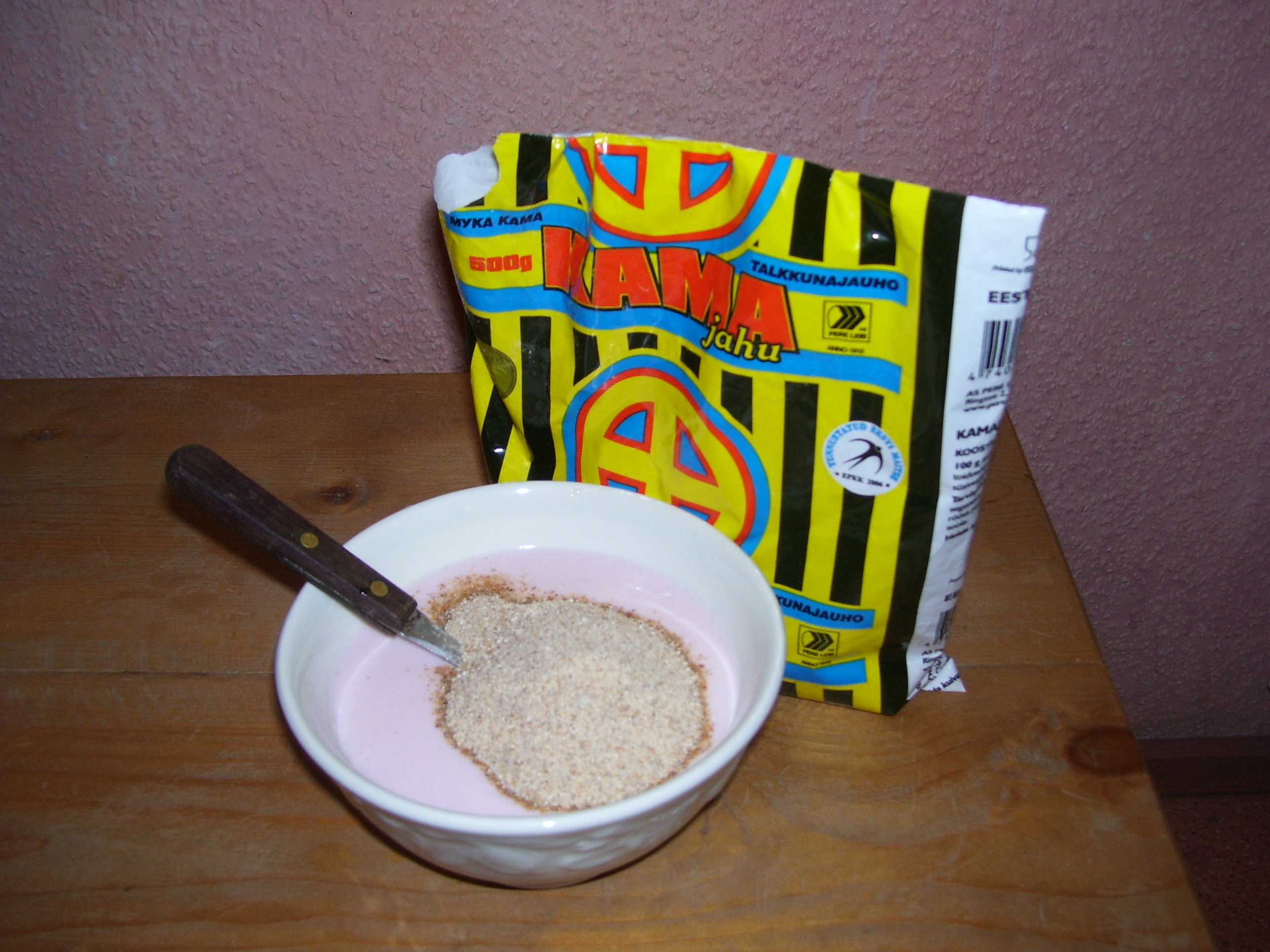
Kama als Fertigprodukt

Kama (estnisch) oder talkkuna (finnisch) (abgeleitet aus dem russischen für Tolokno) ist ein Gemisch aus geröstetem Gersten-, Roggen-, Hafer-, Erbsen- und Bohnenmehl. Je nach Ort variiert die Mischung. Mitunter ist das Hafermehl komplett durch Weizenmehl ersetzt oder auch das Mehl von schwarzen Bohnen ist Bestandteil dieser Mischung.
Kama ist eine typische Zutat der finnischen Küche oder estnischen Küche. Heutzutage findet es Verwendung für einige Nachtische. In Estland wird es meist zum Frühstück, vermischt mit Milch, Buttermilch oder Kefir als Brei genossen, häufig mit Zucker, seltener mit Früchten oder Honig, gesüßt oder mit etwas Pfeffer geschärft. Es wird auch für Milch- oder Sahnedesserts verwendet, zusammen mit den für Finnland und Estland ebenfalls typischen Waldbeeren.
In Nordrussland wird eine dem Kama ähnliche Speise Tolokno (Hafermehl) genannt. Sie ist in weiten Teilen der Gebiete Karelien, Archangelsk und Wologda sowie weiteren eine verbreitete Speise.